# Ванда Одольська
Ванда Одольська (пол. Wanda Odolska; нар. 1909, Полтава, пом. 28 лютого 1972, Варшава) — польська радіожурналістка і компартійна пропагандистка.
Батька звали Тадеуш. Наприкінці 40-х і на початку 50-х років ХХ ст. була коментаторкою радіопередачі «Справи і люди» та однією з ведучих пропагандистської передачі «Fala 49», у якій вихваляла Сталіна, засуджувала «американських паліїв, заводіїв, доморослих спекулянтів», звинувачувала примаса Стефана Вишинського у відсутності патріотизму, говорила, зокрема, що «це завдяки Сталіну поляк знову любить квіти, спокійно працює і вірить у тривкість миру». Після смерті свого редакційного колеги, ведучого «Fala 49» Стефана Мартики, застреленого 9 вересня 1951 р., Одольська попрохала Берута надати їй захист МГБ. У березні 1953 року після смерті Сталіна стверджувала: «Цього болю не можна виплакати. Цієї втрати не можна виміряти нічим». Була коханкою офіцера МГБ, а потім радіожурналіста Єжи Рибчинського.
Похована на Військовому кладовищі у Варшаві на Повонзках.

## Відзнаки і нагороди
- Орден Прапора Праці II класу (1954)[3]
- Офіцерський хрест Ордену Відродження Польщі (1952)[8]
- Золотий Хрест Заслуги (1950)[9]